# 2-Éthoxyéthanol
Le 2-éthoxyéthanol est un solvant organique de formule C4H10O2 de la famille des éthers de glycol.

## Usages
L'éthoxyéthanol est utilisé comme un solvant pour les résines et la nitrocellulose. Il est utilisé dans les peintures, les vernis, les encres, etc.,

## Toxicité
Il est reprotoxique et tératogène.